# Kaminskia
Kaminskia es un género de foraminífero bentónico de la familia Kaminskiidae, de la superfamilia Textularioidea, del suborden Textulariina y del orden Textulariida. Su especie tipo es Kaminskia flabellata. Su rango cronoestratigráfico abarca desde el Berriasiense superior hasta el Hauteriviense inferior (Cretácico inferior).

## Discusión
Clasificaciones previas incluían Kaminskia en la subfamilia Spiroplectammininae, de la familia Spiroplectamminidae, de la superfamilia Spiroplectamminoidea y del orden Lituolida.

## Clasificación
Kaminskia incluye a las siguientes especies:
- Kaminskia acuta †
- Kaminskia cuneata †
- Kaminskia dissimile †
- Kaminskia exigua †
- Kaminskia filiformae †
- Kaminskia flabellata †